# Štětín
Štětín (polsky Szczecin, výslovnost  [ˈʃtʃɛtɕin]IPA, německy Stettin) je město (a přístav) položené na Odře v severozápadním Polsku, hlavní město Západopomořanského vojvodství a historická metropole Pomořanska. Město bylo založeno slovanskými osadníky nejspíše již v 7. století, avšak městská práva získalo v roce 1243. Do počátku 16. století ve Štětíně dominovala polština, ale ještě v tomtéž století docházelo k rapidní germanizaci tamního obyvatelstva. Žije zde přibližně 388 tisíc obyvatel. Rozloha města je 301 km². Je zde mezinárodní letiště.

## Členění města
Město o rozloze 300,55 km² se od roku 1990 člení na 4 městské čtvrti (dzielnice): Północ, Prawobrzeże, Śródmieście a Zachód. Každá čtvrt se člení na menší části, sídliště (osiedla). Mezi největší městské sídliště Štětína patří (dle počtu obyvatel) Pogodno, Gumieńce, Niebuszewo-Bolinko a Pomorzany. Naopak nejmenší městské sídliště jsou Międzyodrze-Wyspa Pucka, Głębokie-Pilchowo, Żydowce-Klucz a Golęcino-Gocław. Dle katastrální výměry jsou největšími městskými sídlišti Dąbie, Międzyodrze-Wyspa Pucka, Płonia-Śmierdnica-Jezierzyce a Wielgowo-Sławociesze-Zdunowo, nejmenšími pak Śródmieście-Zachód a Centrum.

## Etymologie
Vlastní název Štětína je slovanského původu. Středověké písemné historické prameny jsou poměrně vzácné a je obtížné vyvozovat konkrétní závěry. Dříve se název města odvozoval ze slova štětina. Novější studie jej odvozují od slova „szczyt”, které znamenalo ve staré polštině štít s příponou „-in” (Szczycin). Podle středověkých kronik bylo město vystavěno na třech kopcích. Z těchto vrchů vzniklo pojmenování Szczytno. Marian Gumowski z nápisů na středověkých městských pečetích četl původní název města "Szczycin". Podle jiné teze název pochází ze staroněmeckého slova „stette“, což znamená „pevnost“. V historii Štětín několikrát změnil název. Nejstarší název Stetin pochází z roku 1133, v roce 1188 Stetyn, v 1251 Stitin nebo také Stitinum, Stitin, Stetina a Stittin. Dříve se názvem „Stary Szczecin“ (Alten Stettin) odlišovalo staré město od Nového Štětína (polsky Nowy Szczecin), tedy Szczecinka (1. pád Szczecinek). Polským předválečným exonymem byl "Szczecin" (1890, 1938), oficiálně přijatý v roce 1946 po polské anexi východních území Německa.

## Historie

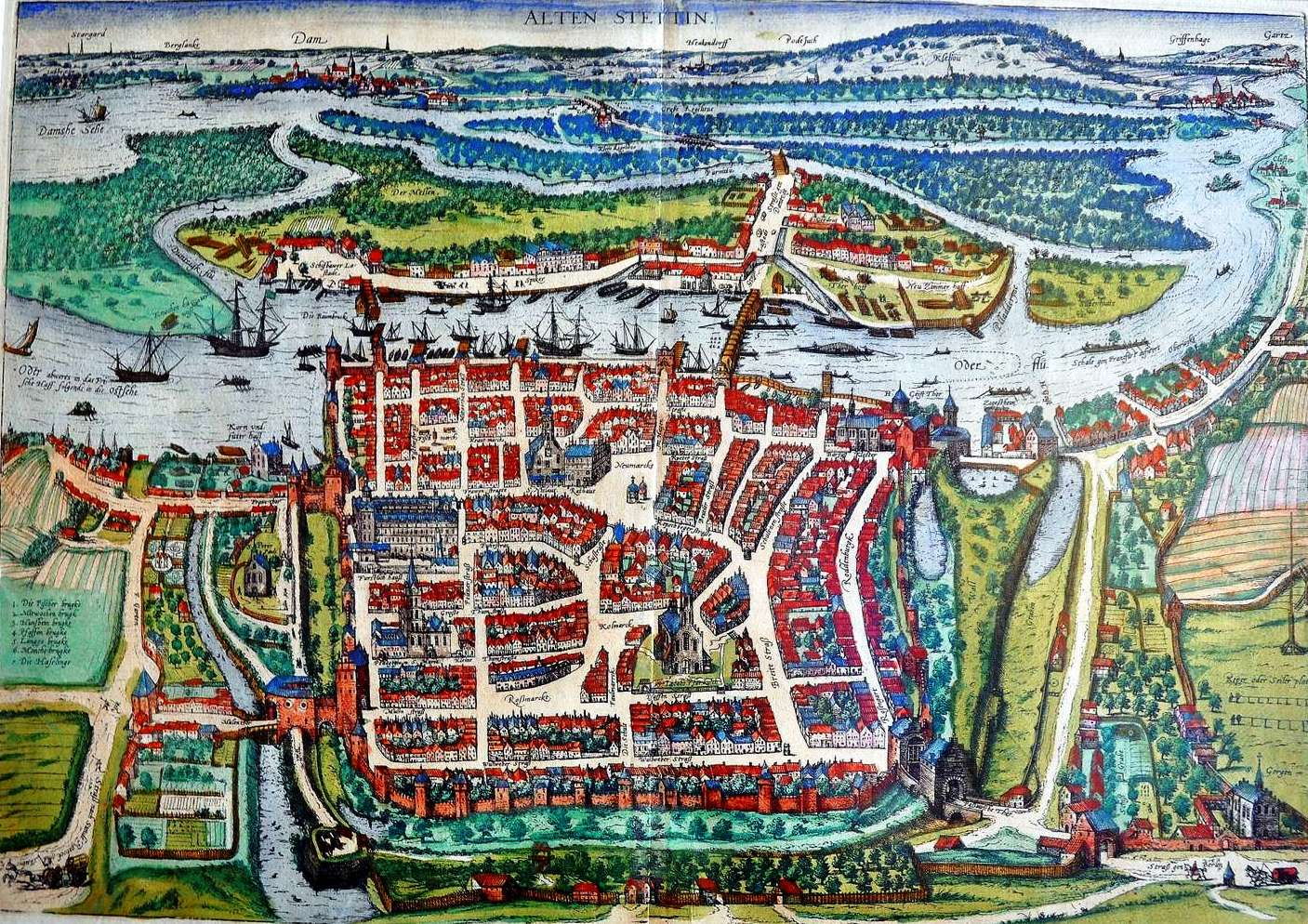
Plán města (1630)

Nejstarší sídlo zde měl v 6. až 5. století př. n. l. lid lužické kultury. Středověké slovanské osídlení na Zámecké hoře se datuje do 7. století. V roce 967 kníže Měšek I. z rodu Piastovců toto sídlo připojil k Polsku. Roku 1007 se štětínští vzbouřili proti vládě Boleslava Chrabrého. Na přelomu 15. a 16. století byl Štětím hlavním městem západního Pomořanska. V roce 1630 jej obsadili Švédové. Švédsku Štětím případl v roce 1648 na základě vestfálského míru. V době Velké severní války (1700-1721) jej obsadilo Braniborsko a od roku 1720 připadl Prusku. Během 2. světové války byl téměř úplně zničený. Od roku 1945 je součástí Polska.

### Československý Štětín 1919–1956
V letech 1919–1957 byla část Štětínského přístavu pronajata Československu, což byl důsledek postavení Československa na straně vítězů 1. světové války. Z právního hlediska bylo Československo s Německem ve válečném stavu od 28. října 1918 (vznik Československa) až do německé kapitulace 11. listopadu 1918. V této době došlo i k bojům německé armády s československými legiemi na západní frontě ve Francii u Terronu a Vouziers.
Německo v rámci mírové smlouvy z Versailles (podepsána dne 28. června 1919), kromě toho, že uznalo Československo v jeho historických hranicích, tj. včetně německých separatistických pohraničních útvarů Deutschböhmen, Böhmenwaldgau, Sudetenland a Deutschsüdmähren a vnitřních německojazyčných enkláv Iglau (Jihlava), Brünn (Brno) a Olmütz (Olomouc), odstoupilo Československu dne 10. ledna 1920 ze svého území slezské Hlučínsko a roku 1919 pronajalo část svých přístavů Štětín a Hamburk (Moldauhafen) na 99 let Československu. V rámci téže smlouvy byly v Německu internacionalizovány vodní toky vedoucí k těmto přístavům. Německo nesmělo zasahovat do provozu plavidel a mohlo zasáhnout pouze v případě ohrožení jeho práv.
Své části přístavu v Štětíně se Československo vzdalo v roce 1956 ve prospěch Polska. Polsko naproti tomu roku 1957 odstoupilo Československu území v Krkonoších (obec Mýtiny), u Karviné (dnes jsou obě území součástí České republiky) a v Pieninách (dnes součást Slovenska), vše o celkové rozloze 3,7 km².

## Vzdělání

### Veřejné univerzity
První vysoké školy ve Štětíně byly založeny v 20. století.
- Pomořanská medicínská univerzita ve Štětíně založena 1948
- Štětínská univerzita založena 1985
- Západopomořanská technologická univerzita ve Štětíně založena 2009

### Veřejné akademie
- Námořní akademie ve Štětíně založena 1968

### Soukromé školy
- Vysoká škola veřejné správy ve Štětíně
- Vysoká škola ekonomie a turistiky
- Vysoká škola humanitních studií TWP
- Vysoká škola pedagogiky TWP
- Vysoká škola evropské integrace ve Štětíně
- Vysoká škola cizích jazyků
- Vysoká škola technická a ekonomická ve Štětíně
- Vysoká škola teologie a humanitních věd
- Štětínská vysoká škola – Collegium Balticum
- Vysoká odborná škola „Oeconomicus“ PTE
- Vysoká škola managementu
- Západopomořanská obchodní škola ve Štětíně

## Galerie

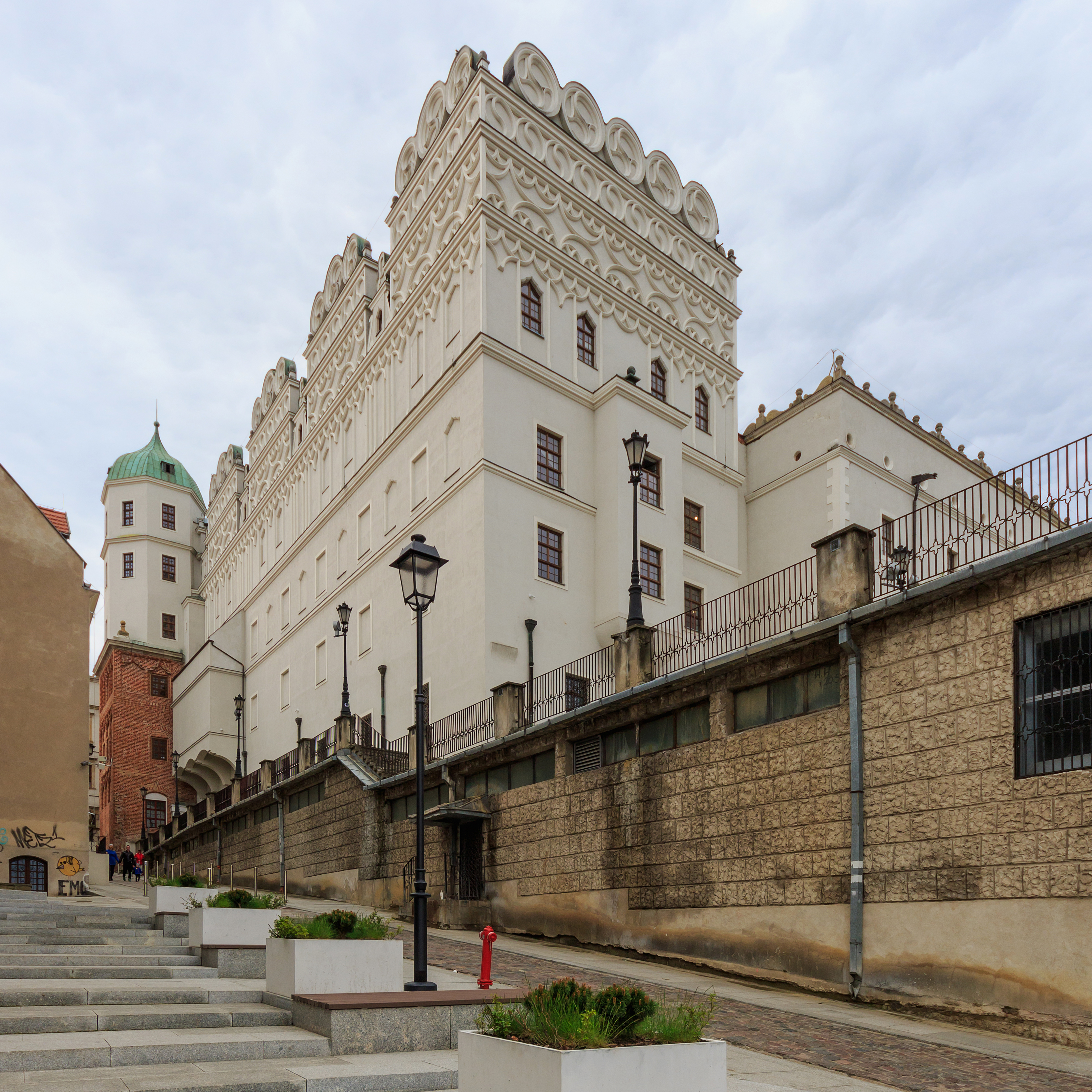
Hrad Pomořanských vévodů
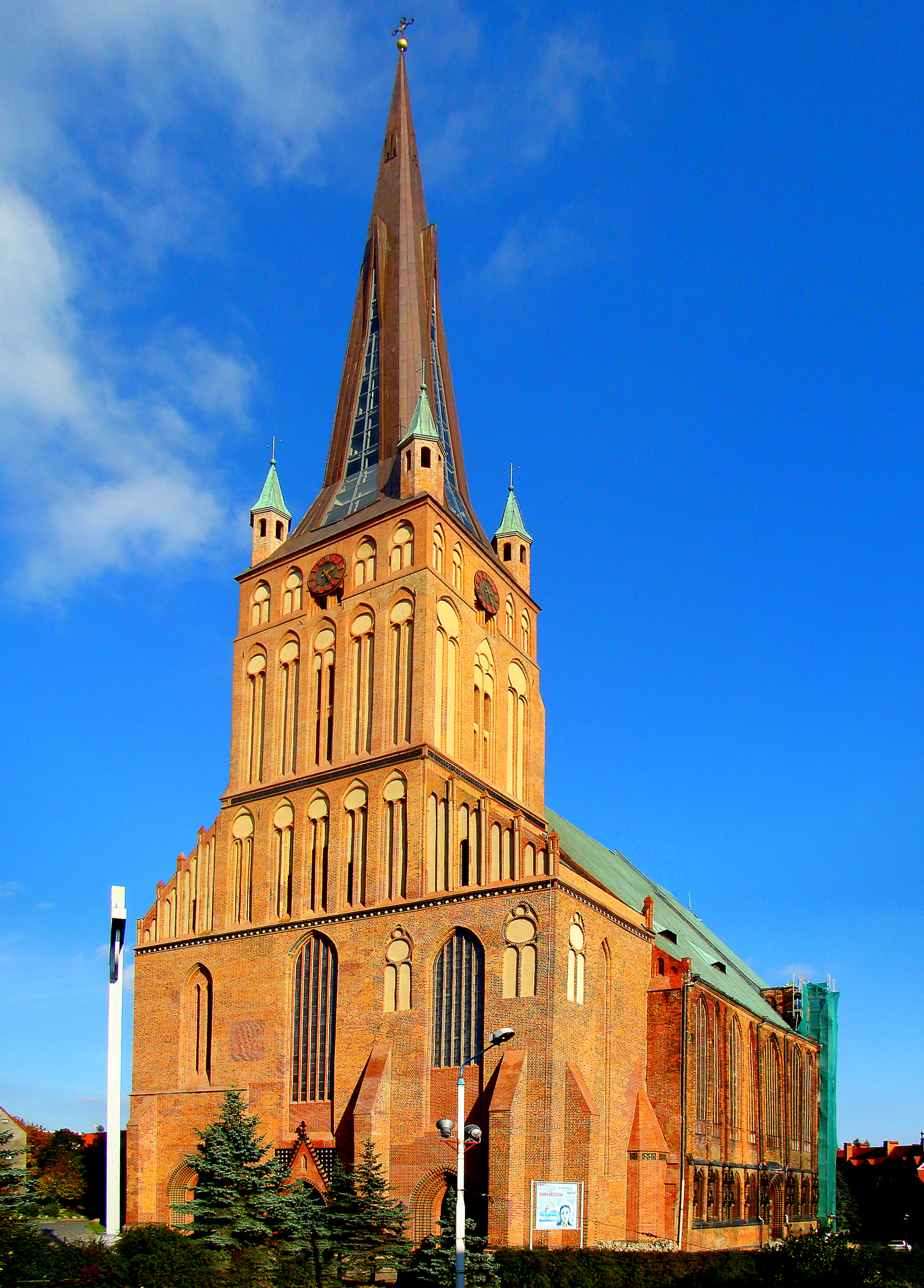
Katedrála sv. Jakuba
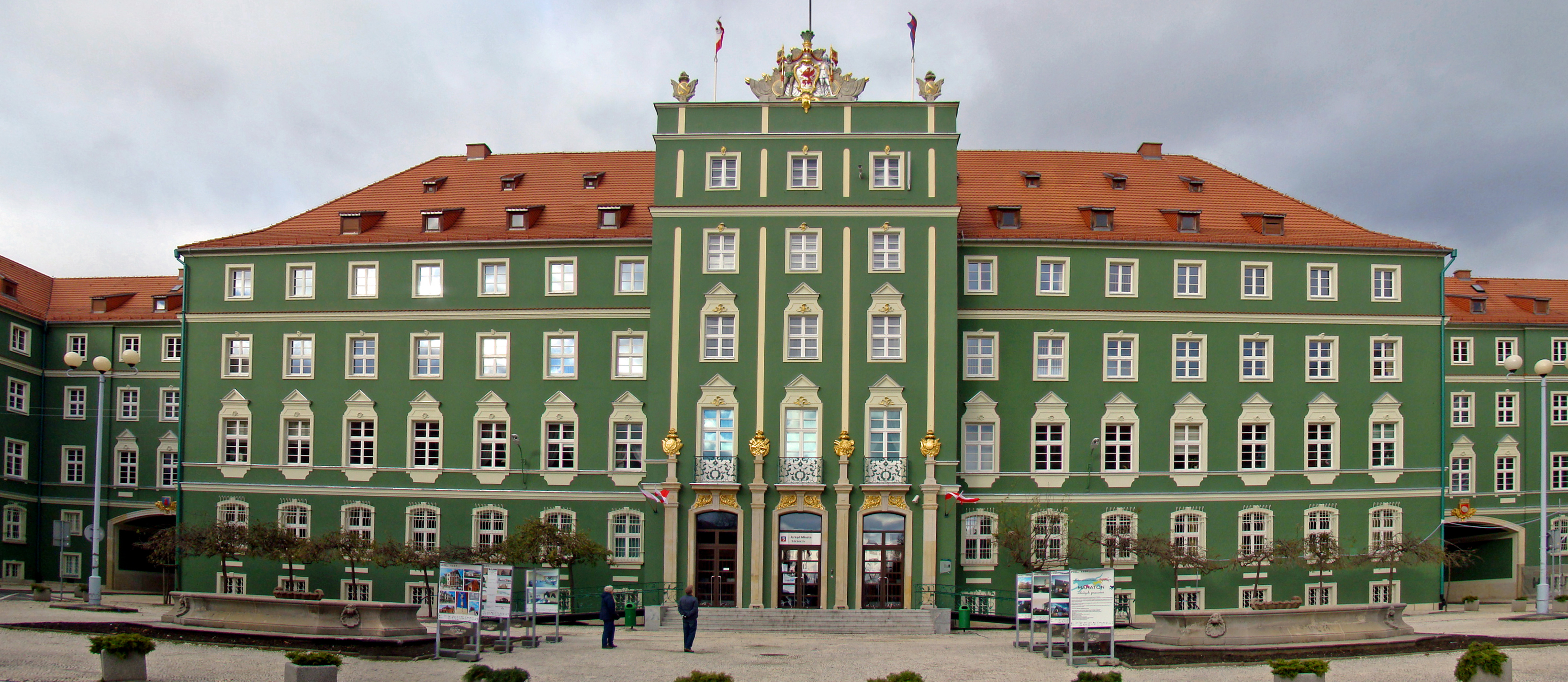
Radnice
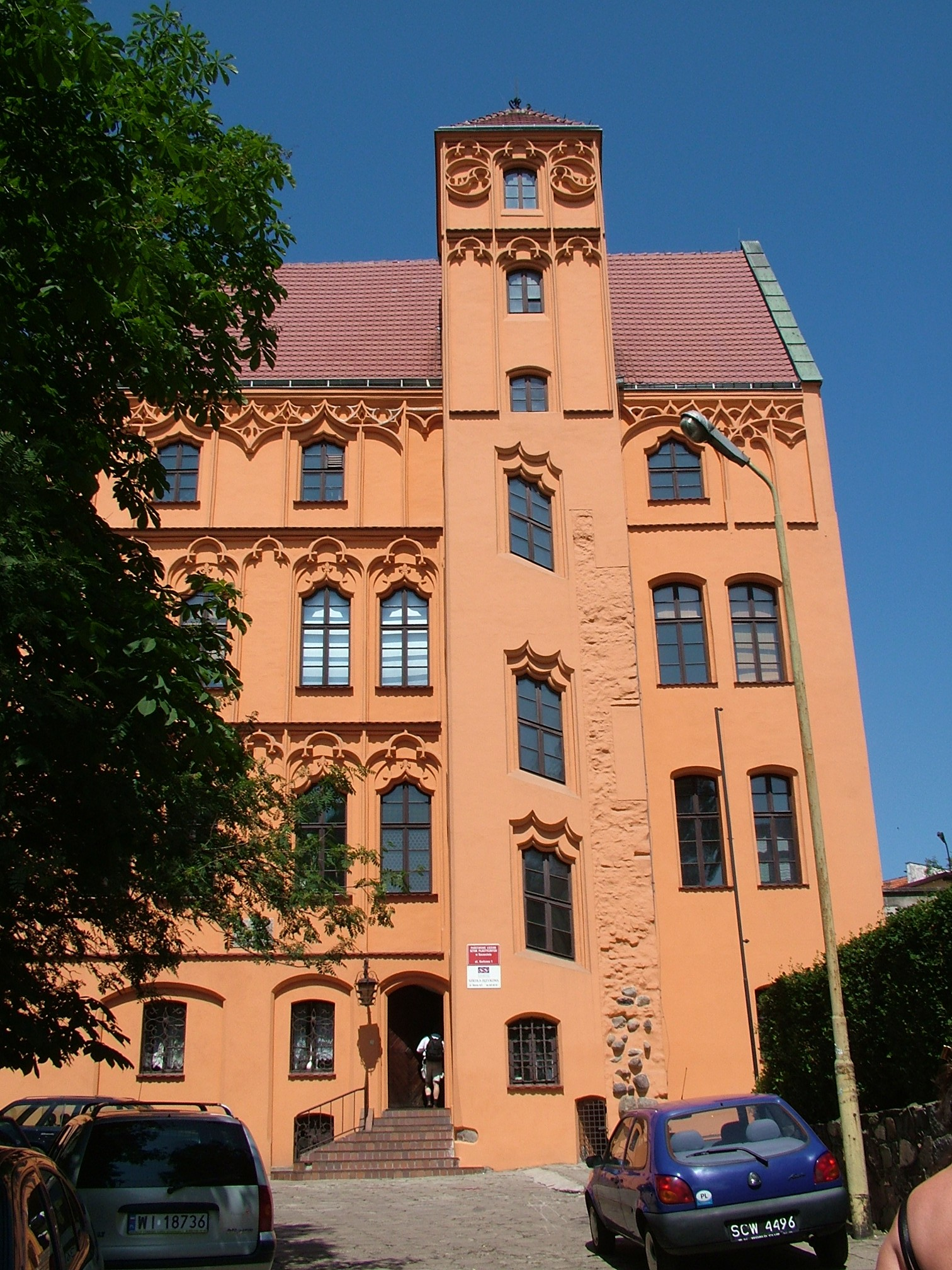
Dům Loitzů
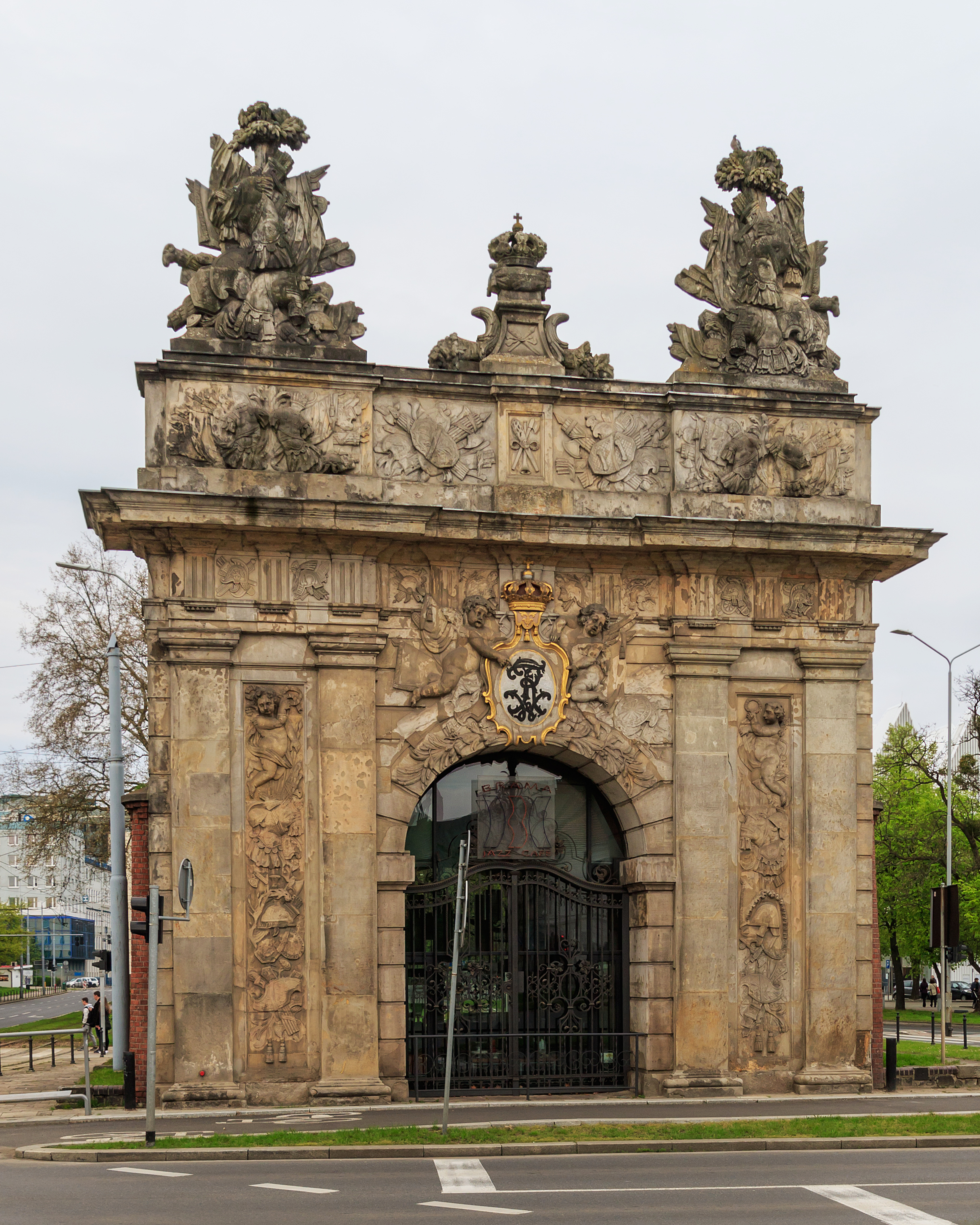
Královská brána
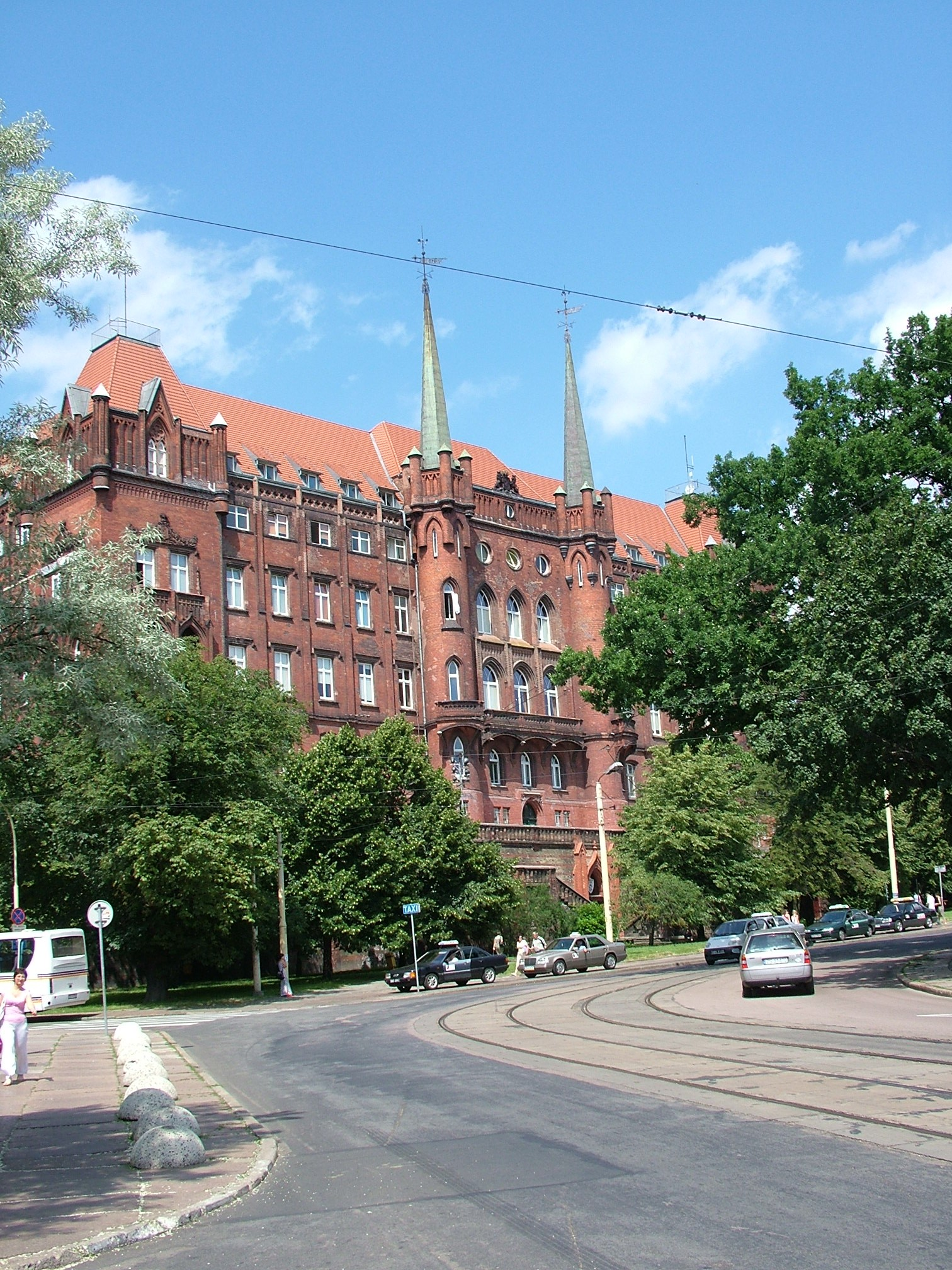
Bývalá nová radnice
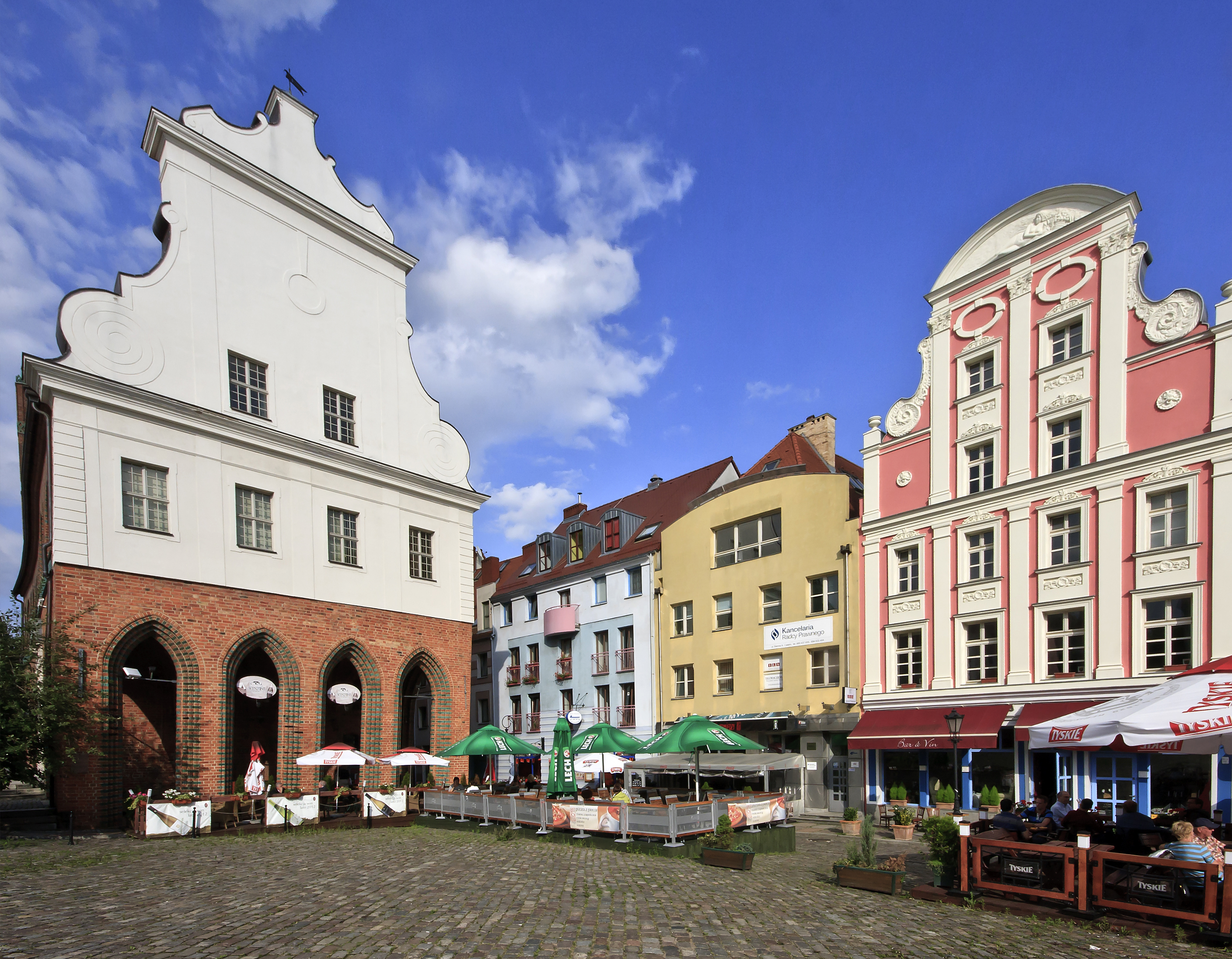
Bývalá stará radnice
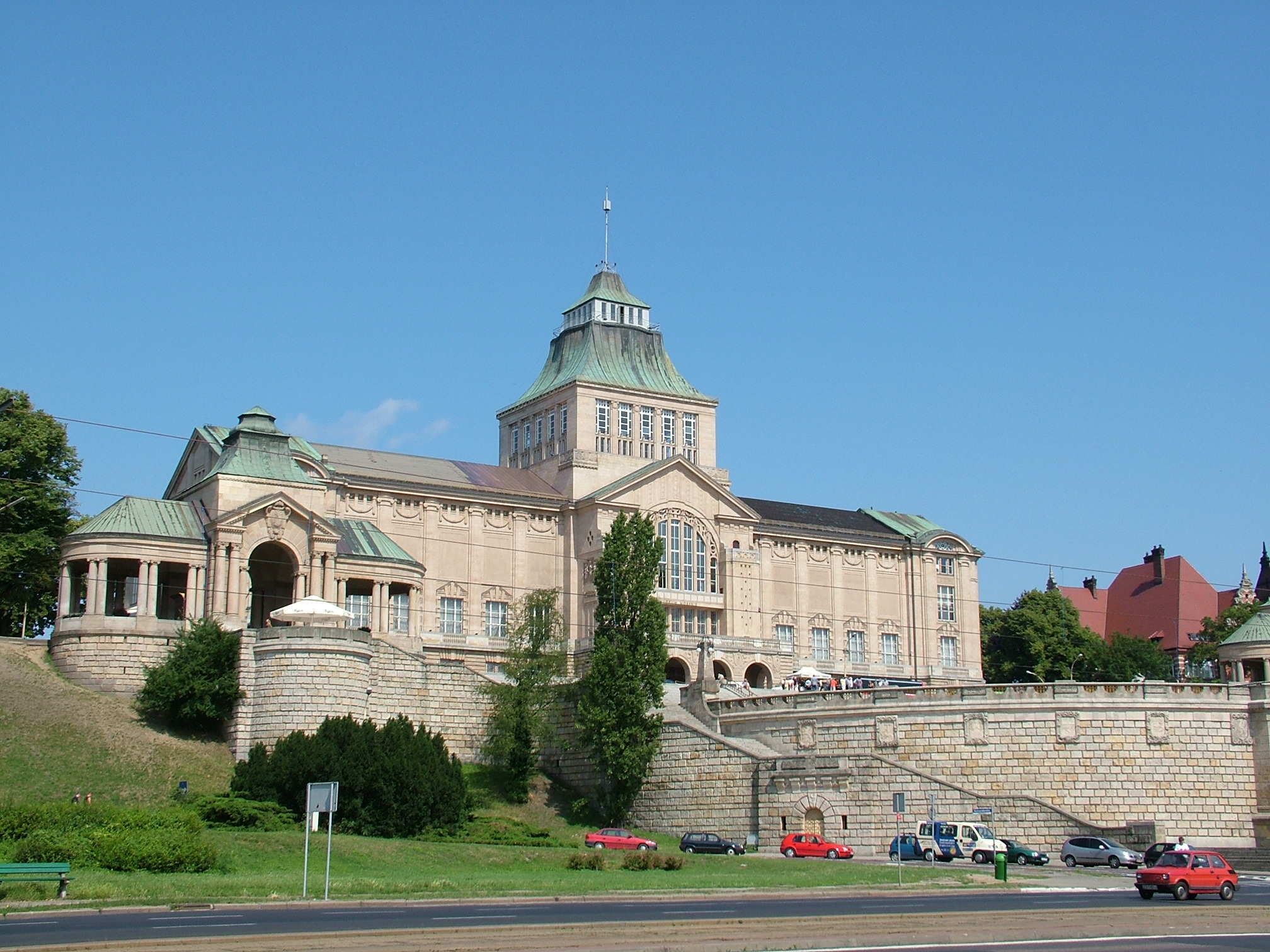
Námořní muzeum
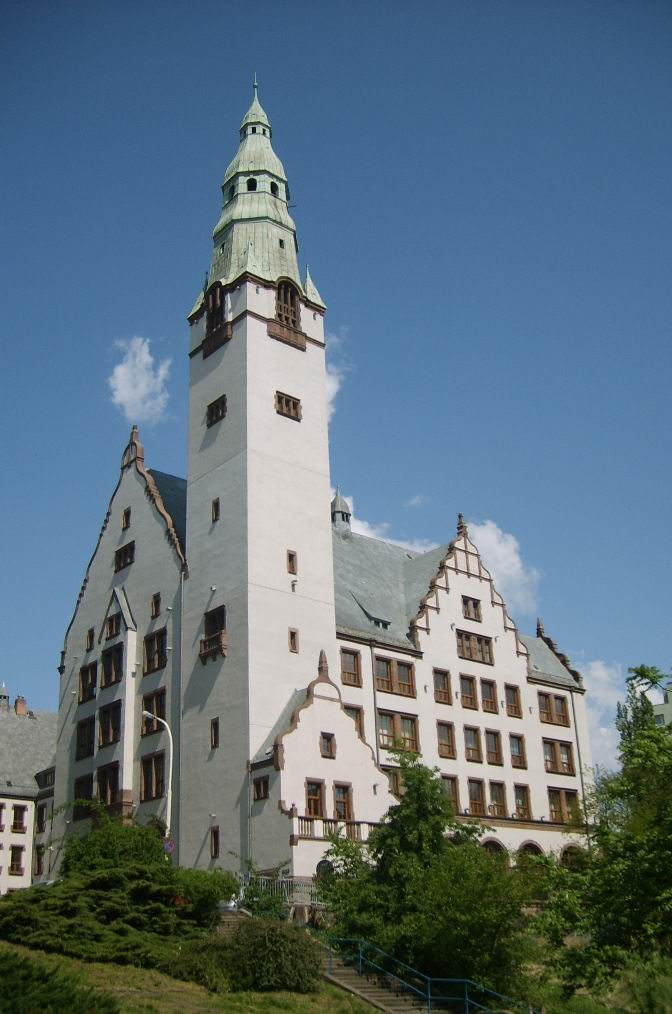
Lékařská akademie
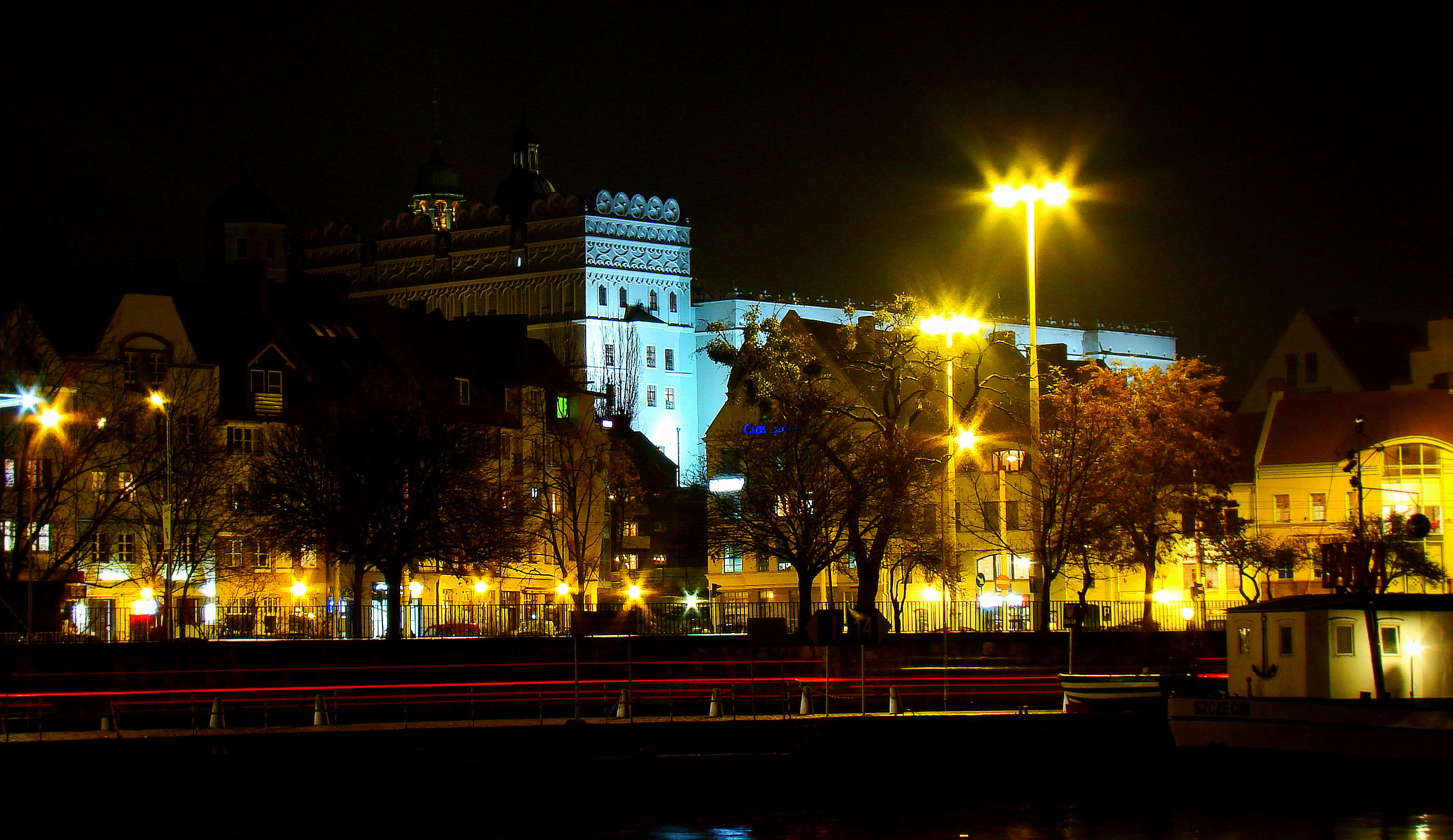
Staré město
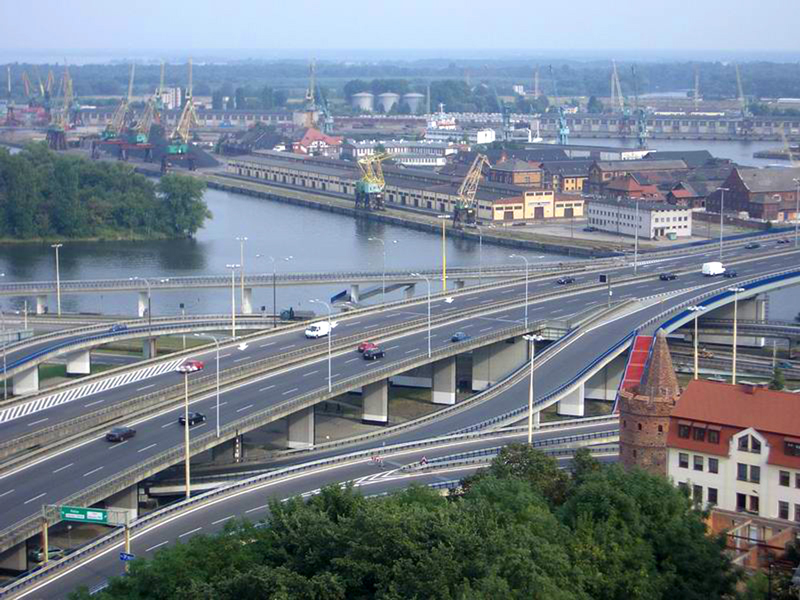
Štětínský přístav, ležící na ostrovech mezi rameny Odry
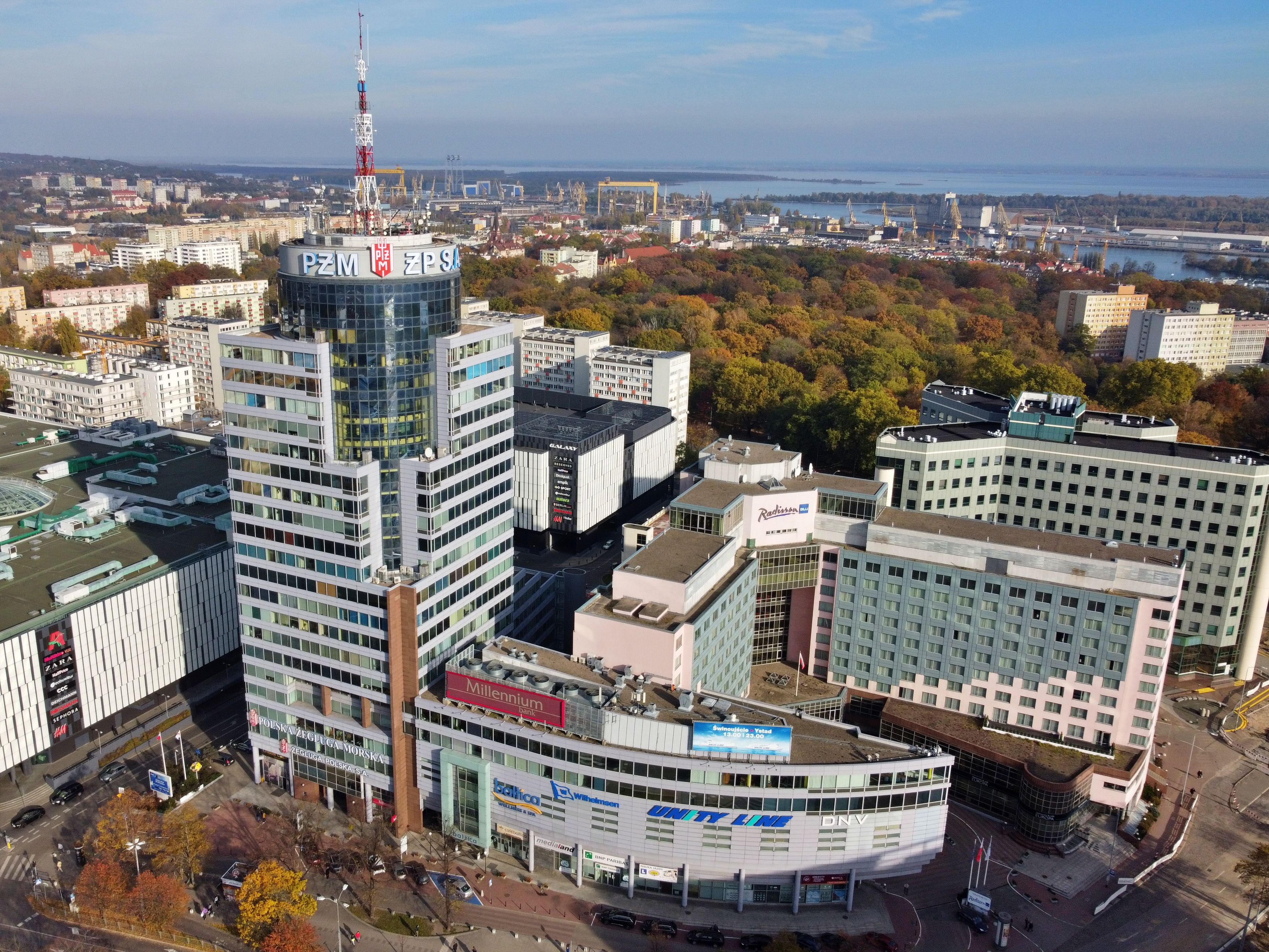
Výškový komplex PAZIM
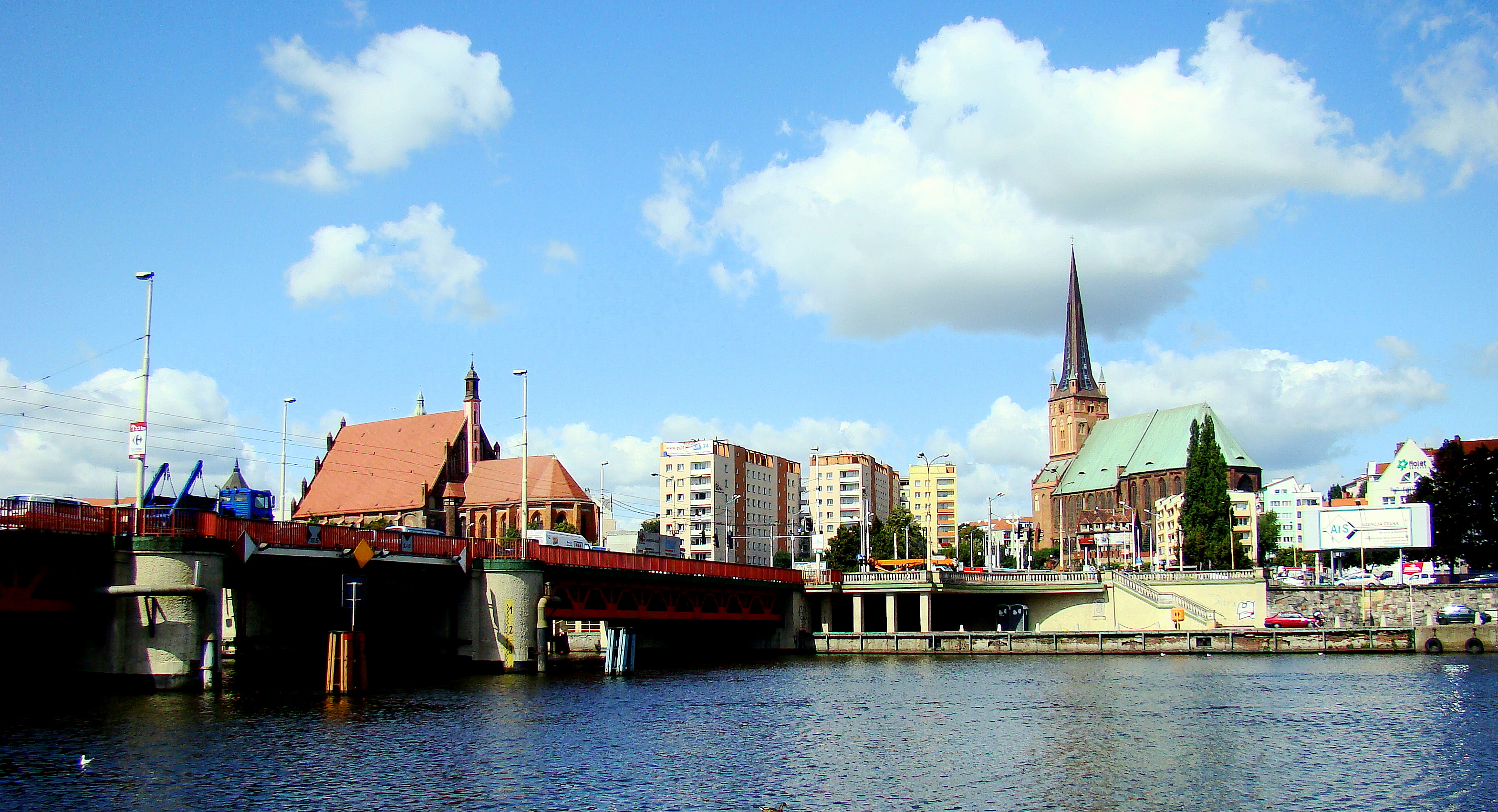
Dlouhý most
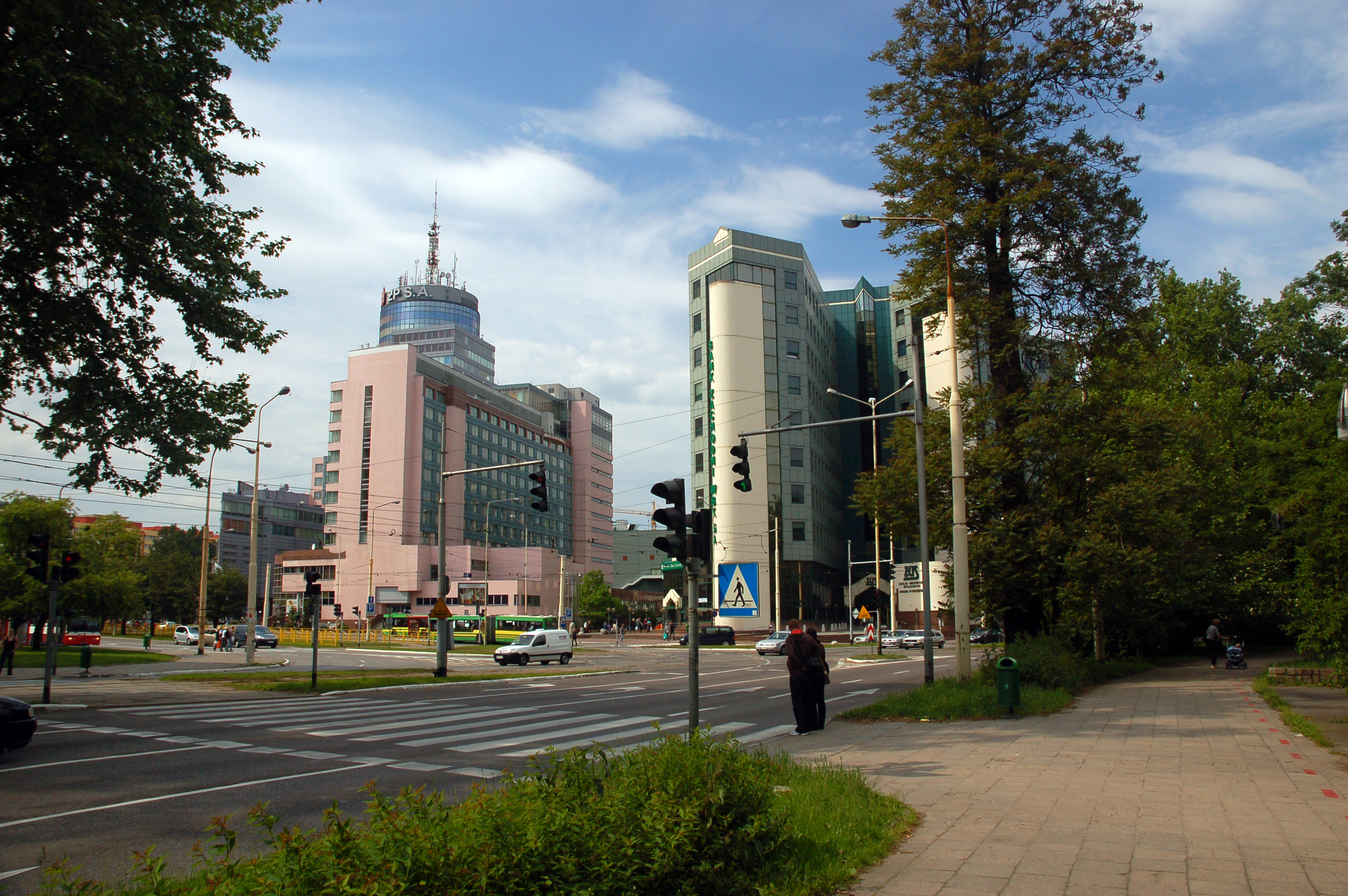
Městský okruh
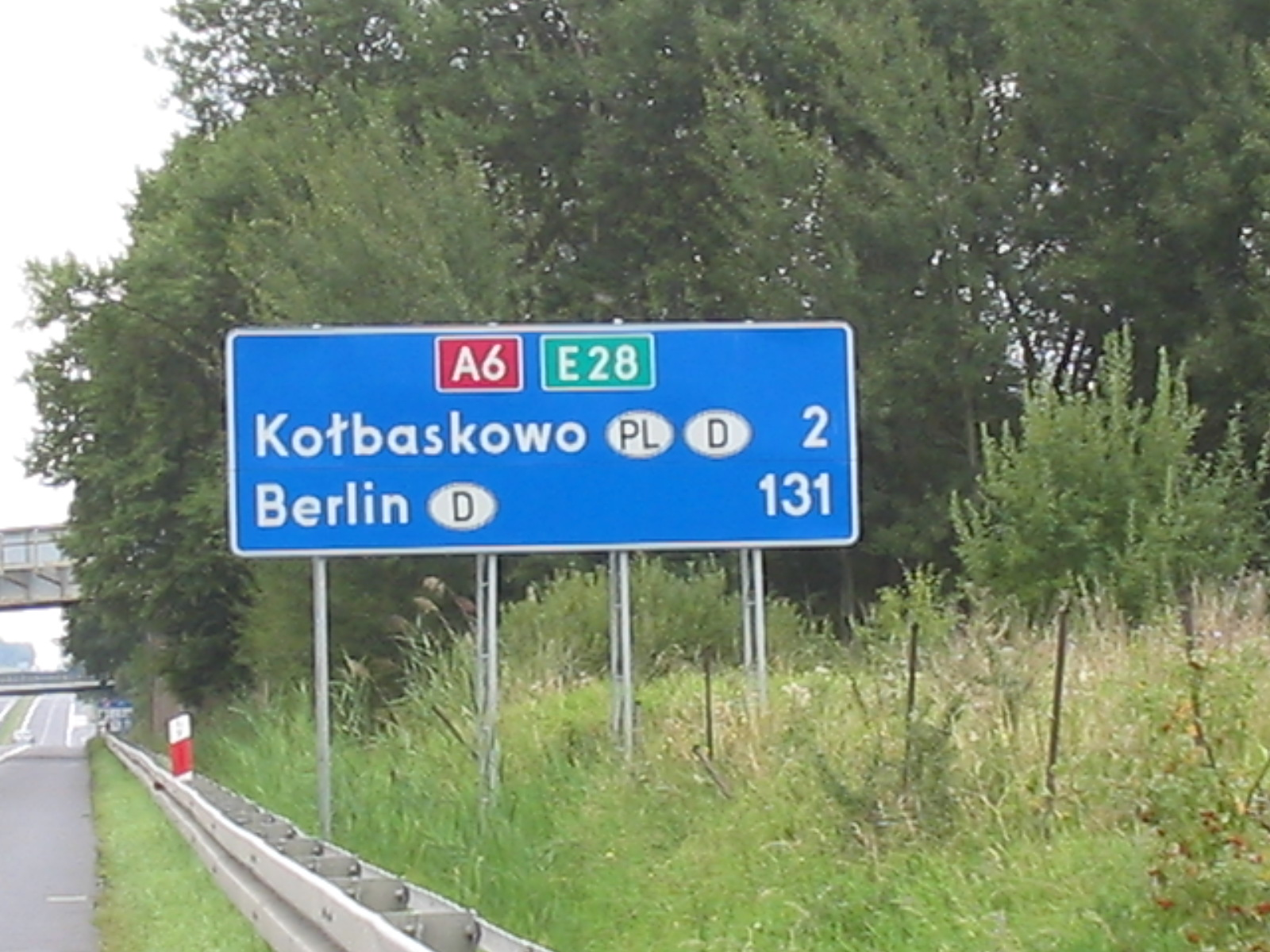
Silnice E28, dopravní značka na polsko-německé hranici
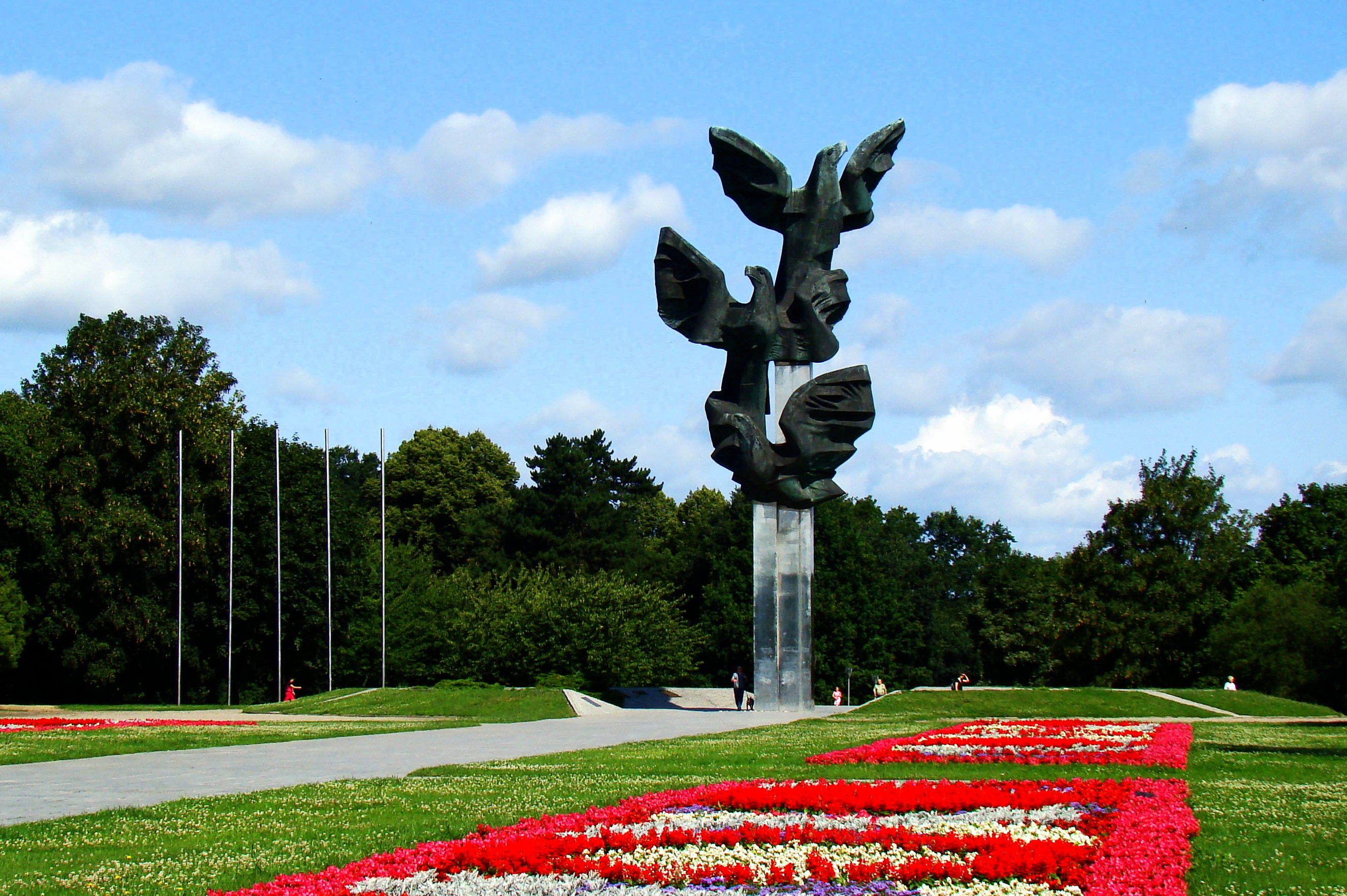
Pomník hrdinů (1979)
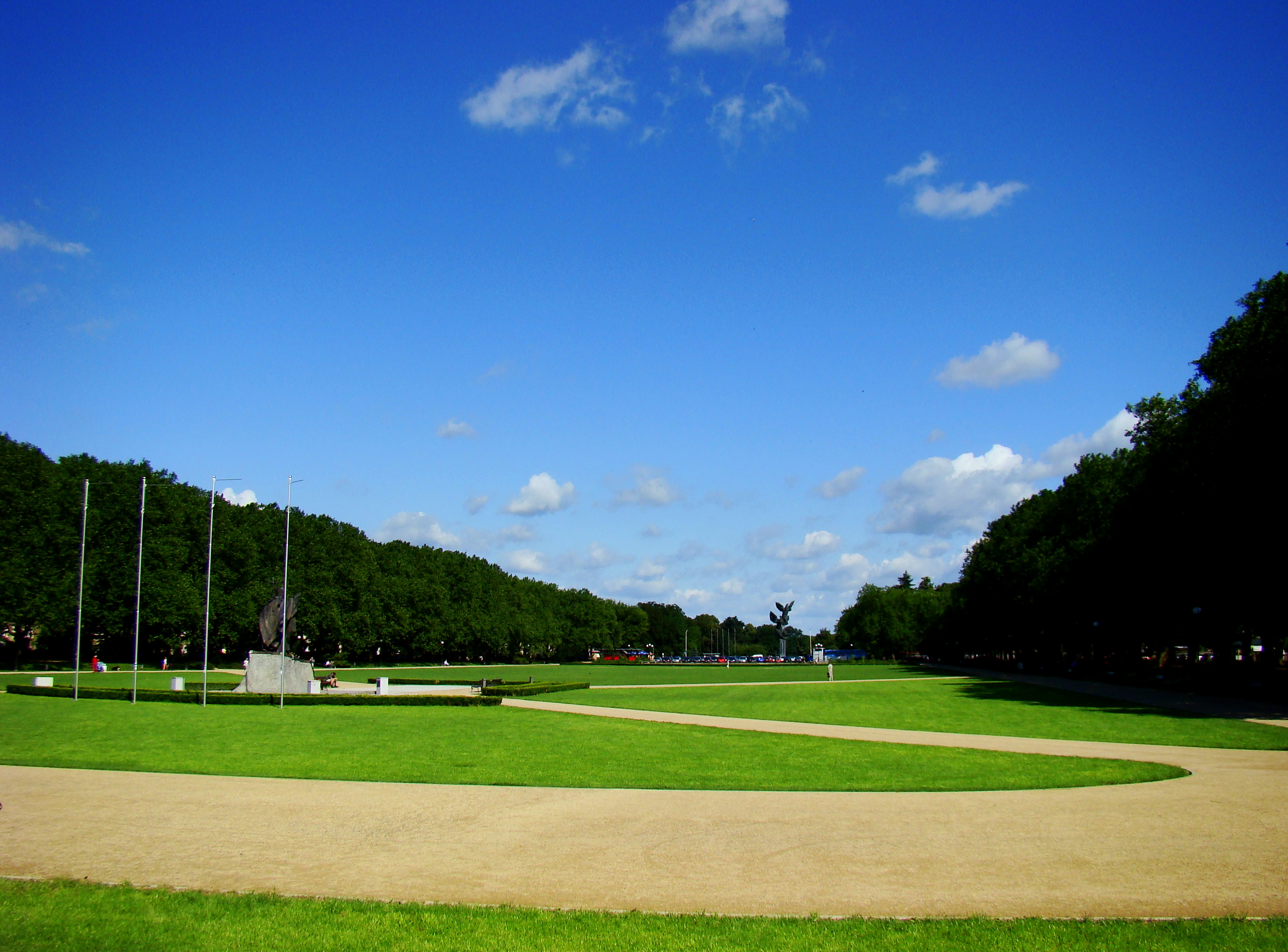
Náměstí Jana Pavla II.

## Sport
- V roce 2011 se zde pořádalo Mistrovství Evropy v plavání v krátkém bazénu.
- Od roku 1993 se každoročně v září pořádá mezinárodní tenisový ATP challenger mužů Pekao Szczecin Open, který bývá hojně navštíven, protože je propojen s hudební a výtvarným festivalem. [6].

## Osobnosti
- Kateřina II. Veliká (1729–1796), ruská carevna
- Alfred Döblin (1878–1957), německý spisovatel a lékař
- Fritz Gerlich (1883–1934), německý novinář a historik
- Kamil Grosicki (* 1988), fotbalista
- Joanna Klepko (* 1983), zpěvačka, skladatelka
- Agata Kulesza (* 1971), polská herečka
- Marcin Lewandowski (* 1987), atlet
- Žofie Pomořanská (1498–1568), manželka dánského krále Frederika I.
- Szymon Rozwałka (* 1970), architekt
- Žofie Dorota Württemberská (1759–1828), manželka ruského cara Pavla I.

## Partnerská města
- Bremerhaven, Německo
- Rostock, Německo
- Ta-lien, Čína
- Ťi-nan, Čína
- Esbjerg, Dánsko
- Lübeck, Německo
- Friedrichshain-Kreuzberg, Německo
- Bari, Itálie
- Kingston upon Hull, Spojené království
- Malmö, Švédsko
- St. Louis, Missouri, USA
- Klaipėda, Litva
- Greifswald, Německo
- Dnipro, Ukrajina

V reakci na ruskou invazi na Ukrajinu, vypověděl Štětín v únoru 2022 partnerskou smlouvu s ruským Murmanskem, kterou měl od roku 1993.

## Externí odkazy

Panoráma Štětína z mostu Trasy Zamkowej